# Николаевское адмиралтейство
Никола́евское адмиралте́йство — адмиралтейство, располагавшееся в Николаеве на реке Ингул у её впадения в реку Южный Буг. Создано в 1788 году по приказу Г. Потемкина. Включало в себя корабельные (судоверфи), мастерские, склады для строительства, снаряжения и ремонта военных кораблей, вспомогательные службы и подразделения. В 1911 году на базе Николаевского адмиралтейства был создан завод «Руссуд».

## История
21 июля 1788 года по приказу Екатеринославского генерал-губернатора Г. А. Потемкина в устье реки Ингул была заложена первая казённая верфь на Чёрном море. Это и стало годом создания Николаевского Адмиралтейства. Поскольку Адмиралтейство находилось на расстоянии в 60 км от устья Южного Буга, оно стало хорошо защищенной базой для строительства и ремонта военных кораблей Черноморского флота Российской империи. Первым руководителем Адмиралтейства назначен бригадир и обер-штернкригс-комиссар М. Л. Фалеев.
29 апреля 1790 года Потемкин своим ордером приказал М. Фалееву:

«… Нужным считаю Вам приписать, чтобы все мастерские в Николаеве построены были замком и составит Адмиралтейство … получится хорошая крепость …»

5 января 1790 года на верфи Николаевского адмиралтейства корабельными мастерами А. П. Соколовым и И. В. Должниковым был заложен первый корабль — 44-пушечный «Святой Николай», а 25 августа 1790 года он был спущен на воду. В следующем году был спущен на воду 55-пушечный фрегат «Григорий Великой Армении» и 26-пушечный фрегат «Легкий» (строитель А. П. Соколов). Николаевское адмиралтейство стало приобретать значение, как основная база судостроения Черноморского флота.
В 1794 году спущен на воду флагманский 90-пушечный линейный корабль «Святой Павел» (строители С. И. Афанасьев и А. П. Соколов).
За период с 1816 по 1833 годы на Адмиралтействе был построен 114 больших и малых военных кораблей.
В 1820 году спущен на воду первый колесный деревянный пароход «Везувий» (строитель А. И. Мелихов), а в 1825 году — первый на Чёрном море вооруженный 14-пушечный пароход «Метеор» (строитель И. С. Разумов). В 1829 году было закрыто Херсонское адмиралтейство, все службы и команды переведены в Николаевское Адмиралтейство.
В 1830—1840-х годах по приказу вице-адмирала М. Лазарева проведена реконструкция адмиралтейства. Построена крыша на существующих и 3 новых эллингах, литейный и канатный заводы, кузницы, артиллерийская шлюпочная и мачтовая мастерские, три 3-этажные казармы на 3,6 тысячи человек. Вокруг адмиралтейства по проекту архитектора Карла Акройда возведен каменный забор и главные ворота.
В 1856 году после подписания Парижского мирного договора, России запрещалось иметь военный флот на Чёрном море. В связи с этим, штаты адмиралтейства было существенно сокращены: с 4 рабочих экипажей остался лишь один в составе 1088 мастеровых при 16 офицерах. Кроме того, был сформирован машинно-рабочий экипаж численностью 654 человека.
В 1857 году был спущен на воду первый железный пароход «Инкерман», по проекту инженера — поручика П. Александрова.
В 1860 году кораблестроительный департамент сообщил о наборе учащихся в Николаевское адмиралтейство. В ученики принимались лица мужского пола в возрасте от 14 лет. Срок обучения — 5 лет с поденной оплатой: ученикам 1-2 года — 20 коп., 3-4 года — 30 коп., 5 года — 50 коп.
В 1861 году на адмиралтействе для рабочих установлен 10-часовой рабочий день, начинавшийся в 5 часов утра.
В 1871 году Россия сообщила об отказе выполнять пункт Парижского договора, касающийся запрета иметь военный флот на Чёрном море. Деятельность Адмиралтейства значительно оживилась. Начались подготовительные работы к строительству броненосцев на Чёрном море.
В 1873 году спущен на воду броненосец береговой охраны «Новгород» по проекту инженера Попова. В 1875 году спущен второй броненосец береговой обороны «Вице-адмирал Попов». Для его строительства в эллинге № 7 пришлось продлить и расширить стапель.
В течение следующих десятилетий со стапелей Николаевского Адмиралтейства сошли броненосцы «Екатерина II», «Ростислав», «Князь Потёмкин-Таврический», «Три Святителя», крейсер «Кагул», минный крейсер «Капитан Сакен» и ряд других военных кораблей.
20 августа 1911 года на базе Николаевского Адмиралтейства создан завод Русского судостроительного общества («Руссуд»). Правление общества находилось в Санкт-Петербурге.
Во время Великой Отечественной войны адмиралтейство было разрушено, после окончания боевых действий в Николаеве было построено административное здание, ставшее называться Адмиралтейством.
Хорошо сохранился на сегодняшний день комплекс «Старофлотские казармы», ставший памятником национального значения, в которых разместился Николаевский областной краеведческий музей.

## Описание
Николаевское адмиралтейство находилось на расстоянии 60 километров от устья реки Южный Буг, за счёт чего являлась хорошо защищённой внутренней базой для ремонта судов флота. Территория была весьма обширной, расположение эллингов и мастерских неправильное; размеры наибольшего из эллингов не являлись достаточными для судов начала XX века.